# Essert-sous-Champvent

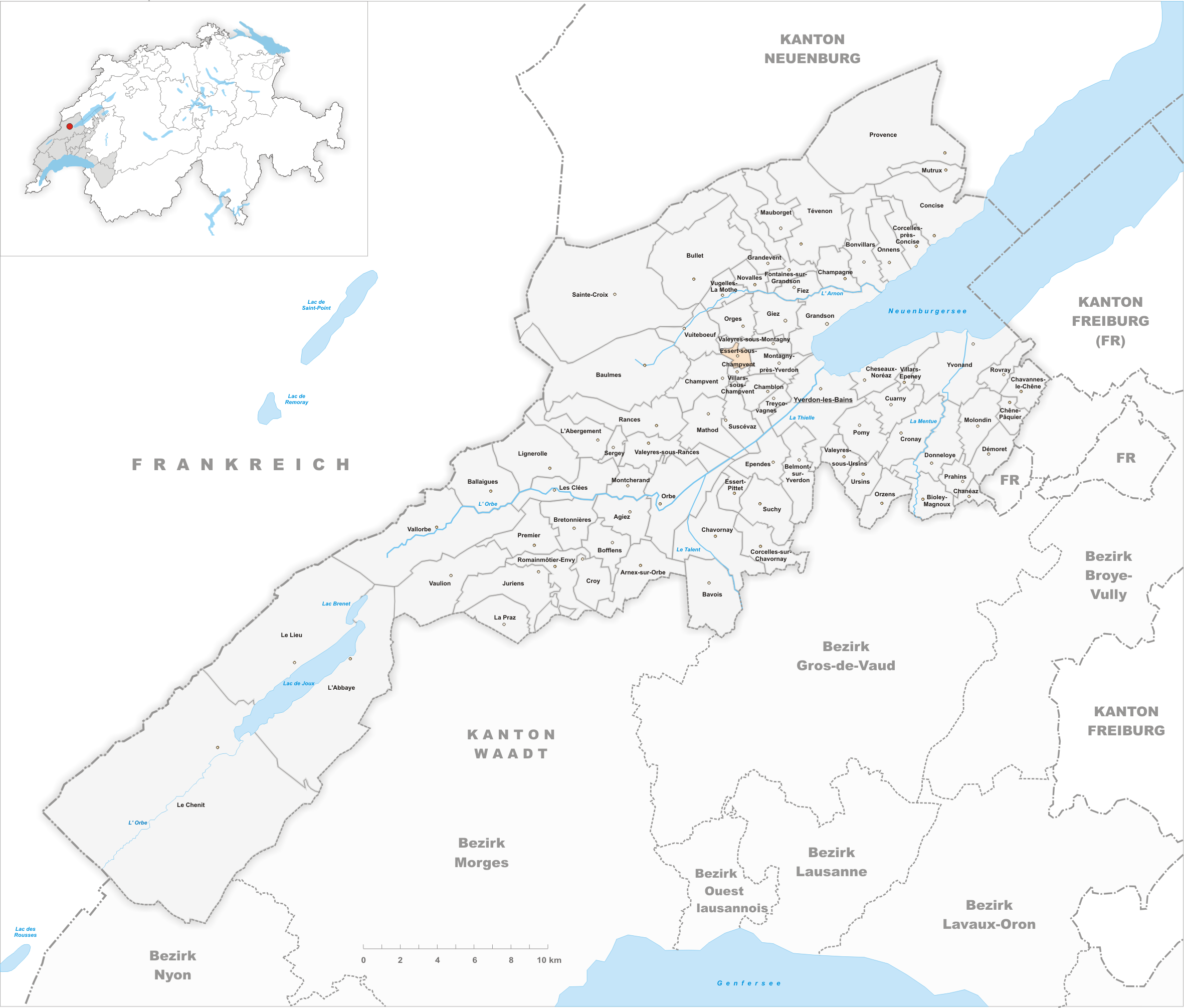
Gemeindestand vor der Fusion am 31. Dezember 2011

Essert-sous-Champvent war bis zum 31. Dezember 2011 eine politische Gemeinde im Distrikt Jura-Nord vaudois des Kantons Waadt in der Schweiz. Am 1. Januar 2012 fusionierte sie mit Champvent.

## Geographie
Essert-sous-Champvent liegt auf 480 m ü. M., viereinhalb Kilometer westnordwestlich der Bezirkshauptstadt Yverdon-les-Bains (Luftlinie). Das Strassenzeilendorf erstreckt sich auf einem kleinen Höhenrücken am Rand des Jurafussplateaus, im Waadtländer Mittelland.
Die Fläche des nur gerade 1,2 km² grossen ehemaligen Gemeindegebiets umfasst einen Abschnitt des nördlichen Waadtländer Mittellandes. Der Gemeindeboden erstreckt sich von einer Geländemulde nördlich der Talniederung des Bey nordwärts über den Rücken von Essert-sous-Champvent und das Tälchen der Brine bis an den Rand der Waldlichtung Mornens. Der höchste Punkt der Gemeinde wird mit 528 m ü. M. unterhalb des Hofes Mornens erreicht. Von der Gemeindefläche entfielen 1997 9 % auf Siedlungen, 20 % auf Wald und Gehölze und 71 % auf Landwirtschaft.
Zu Essert-sous-Champvent gehört das Gehöft Clos des Ponts westlich des Dorfes.

## Bevölkerung
Mit 154 Einwohnern (Stand: 31. Dezember 2011) gehört Essert-sous-Champvent zu den kleinsten ehemaligen Gemeinden des Kantons Waadt. Von den Bewohnern sind 71,2 % französischsprachig, 21,2 % portugiesischsprachig und 4,6 % italienischsprachig (Stand 2000). Die Bevölkerungszahl von Essert-sous-Champvent belief sich 1850 auf 109 Einwohner, 1900 auf 114 Einwohner. Danach wurde aufgrund starker Abwanderung bis 1980 eine Abnahme auf 60 Einwohner verzeichnet; seither wurde wieder eine deutliche Bevölkerungszunahme mit einer Verdoppelung der Einwohnerzahl innerhalb von 20 Jahren registriert.

## Wirtschaft
Essert-sous-Champvent lebt noch heute hauptsächlich von der Landwirtschaft, insbesondere vom Ackerbau (mit ausgedehnten Gemüsekulturen), vom Obstbau und vom Weinbau. Einige Erwerbstätige sind auch Wegpendler, die vor allem in Yverdon arbeiten.

## Verkehr
Die ehemalige Gemeinde ist verkehrstechnisch sehr gut erschlossen. Sie liegt an der Hauptstrasse von Yverdon nach Sainte-Croix. Der Autobahnanschluss Yverdon-Ouest an der 1984 eröffneten A5 (Yverdon-Grandson) ist rund 3 km vom Ortskern entfernt. Am 27. November 1893 wurde die Schmalspurbahn Chemin de fer Yverdon - Ste-Croix mit einem Bahnhof bei Essert-sous-Champvent in Betrieb genommen. Vom Bahnhof verkehrt eine Autobuslinie nach Champvent.

## Geschichte
Das ehemalige Gemeindegebiet von Essert-sous-Champvent war schon in der Römerzeit besiedelt, was durch den Fund von Mauerresten und Münzen aus dieser Zeit bezeugt wird. Die erste urkundliche Erwähnung des Ortes erfolgte 1095 unter dem Namen Exertas. Der Ortsname ist auf exsartum, das Partizip Perfekt des spätlateinischen Wortes exsarire (roden, urbar machen) zurückzuführen.
Essert-sous-Champvent war im Hochmittelalter Teil der Herrschaft Grandson und kam 1225 an die Herrschaft Champvent. Mit der Eroberung der Waadt durch Bern im Jahr 1536 gelangte das Dorf unter die Verwaltung der Vogtei Yverdon. Während der Berner Zeit war es der Herrschaft Montagny-le-Corbe angegliedert. Nach dem Zusammenbruch des Ancien Régime gehörte Essert-sous-Champvent von 1798 bis 1803 während der Helvetik zum Kanton Léman, der anschliessend mit der Inkraftsetzung der Mediationsverfassung im Kanton Waadt aufging. 1798 wurde es dem Bezirk Yverdon zugeteilt. Essert-sous-Champvent besitzt keine eigene Kirche, es gehört zur Pfarrei Champvent.

## Sehenswürdigkeiten

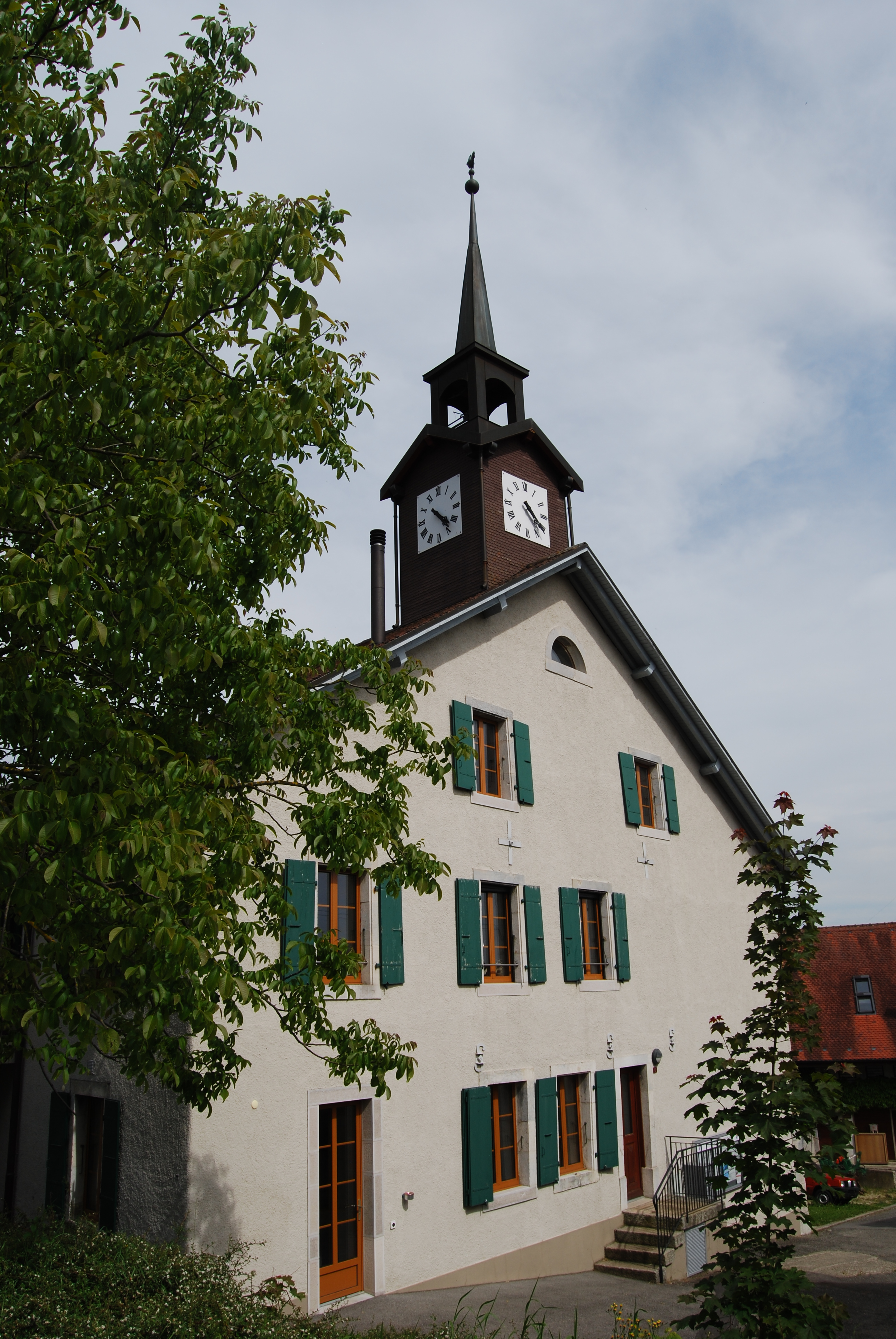
Schulhaus
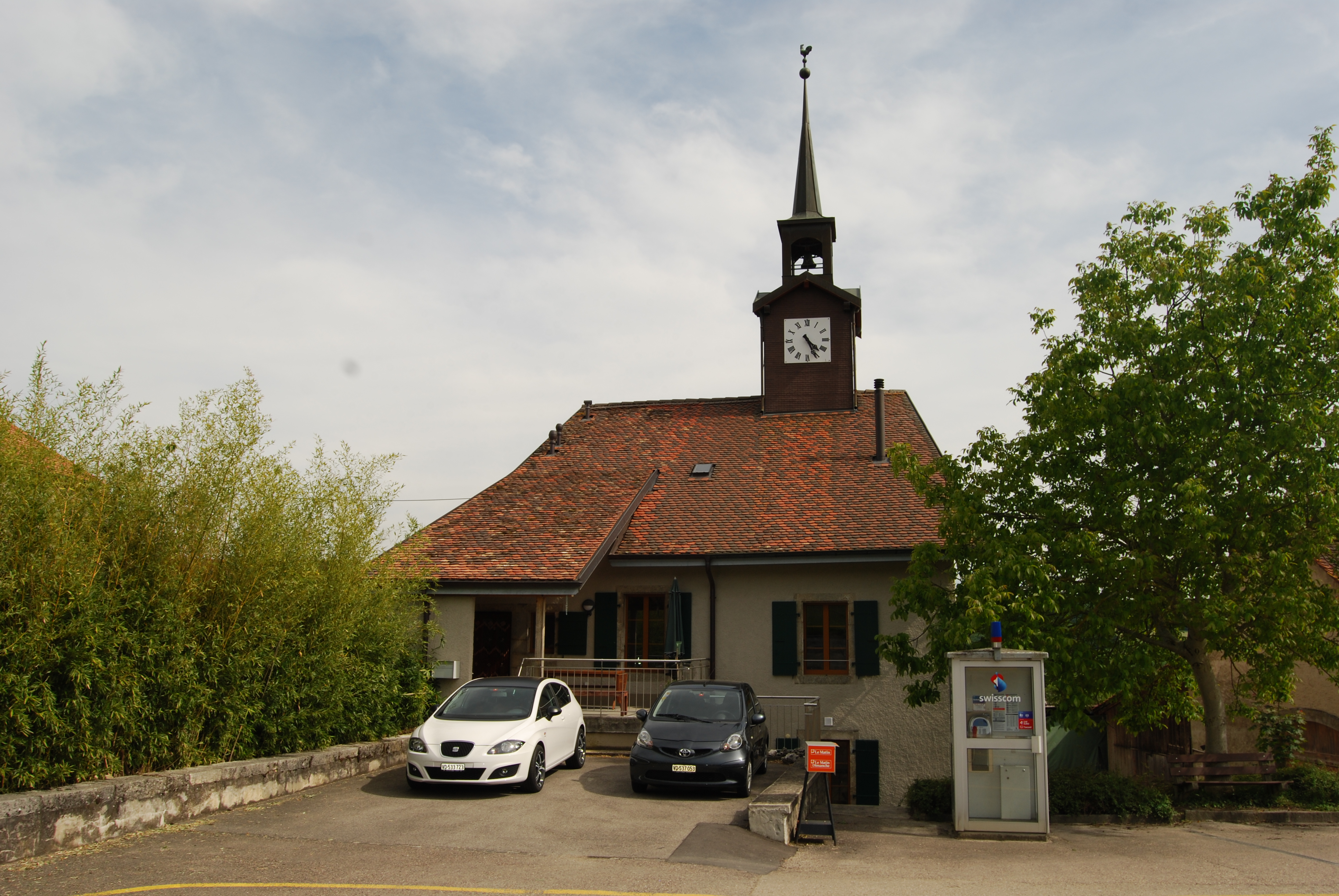
Schulhaus
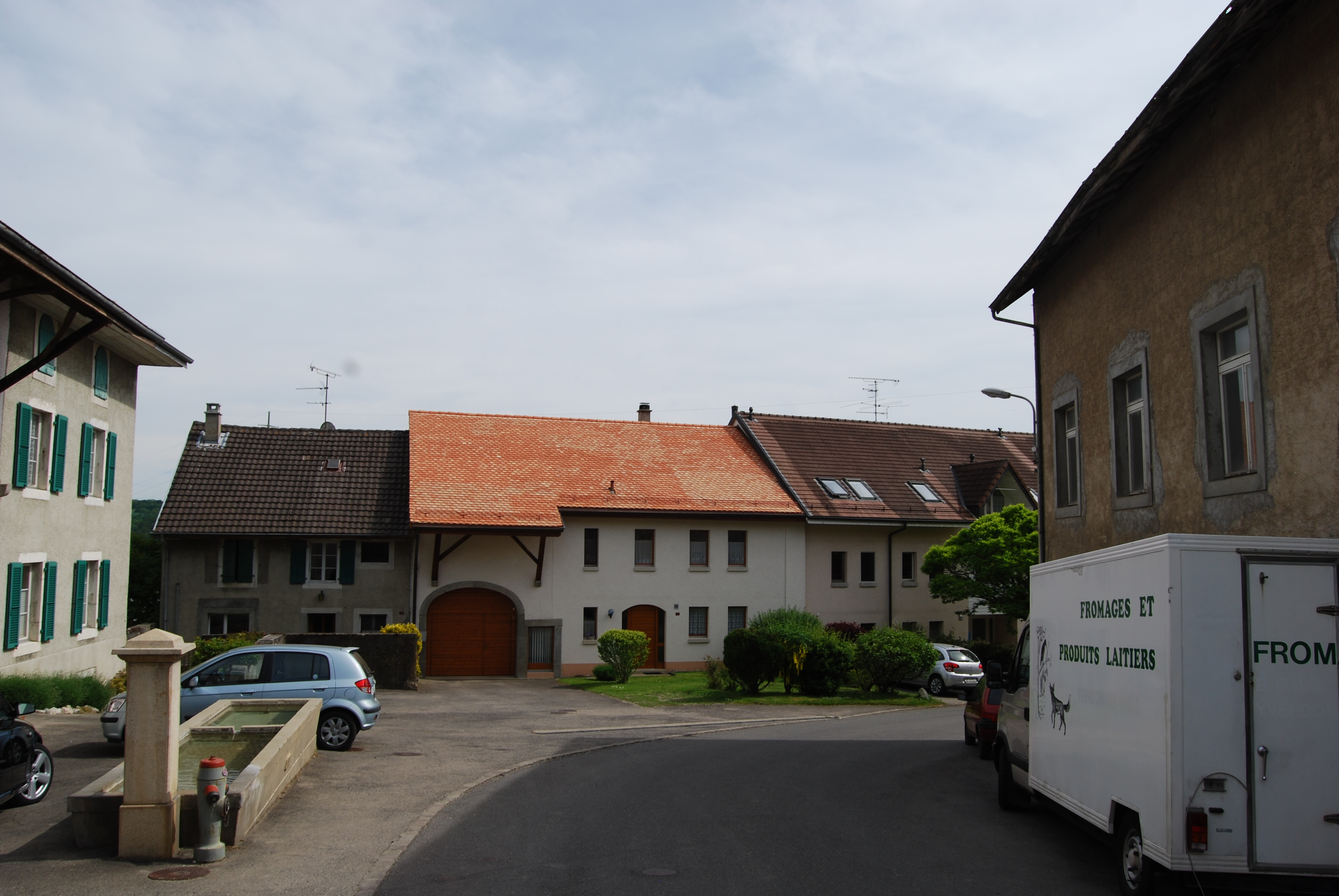
Dorfzentrum
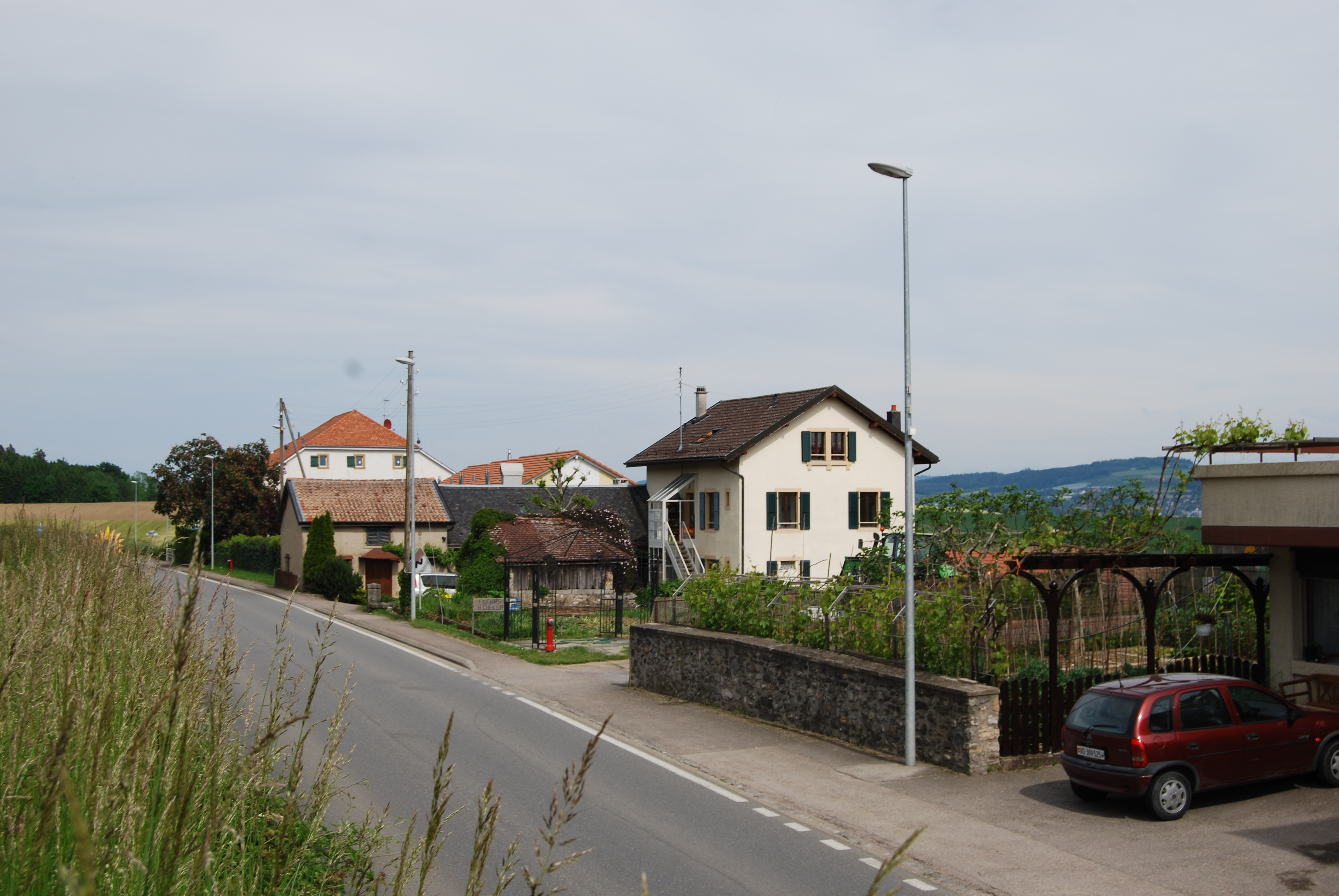
Hauptstrasse